# Руйнування театральних споруд
Руйнування театральних споруд — перелік історичних подій, які спричинили пошкодження, або знищення театральних будівль.

## Друга світова війна

### Чернігів (серпень 1941)
Збудований на початку ХХ століття Літній дерев’яний театр навпроти магістрату в Чернігові було знищено під час німецького бомбардування міста.

### Херсон (???)
Під час німецько-радянської війни старе приміщення Херсонського театру було підірване. Натопість у 1950-х роках XX століття було збудоване нове приміщення. [джерело?]

## Російське вторгнення в Україну (з 2022)
Згідно інформації Міністерства культури та інформаційної політики України, станом на 25 квітня 2023 року, 23 театри та філармонії були зруйновані або пошкоджені. Загально найбільших втрат та збитків культурна інфраструктура отримала у Донецькій, Харківській, Херсонській, Київській, Миколаївській, Луганській та Запорізькій областях.
Протягом російського вторгнення в Україну зазнали пошкодження, або повне знищення ряд театральних будівль.

### Харків (березень 2022)
У результаті ракетного удару по будівлі Харківської ОДА, саме приміщення обласної адміністрації виявилося таким, що не підлягає відновленню, та завдало серйозних пошкоджень інших будівель в районі майдана Свободи, зокрема приміщенню Харківського театру ляльок.
Пошкодження отримали будівлі Харківського театру опери та балету ім. Миколи Лисенка, Харківської філармонії. 

### Маріуполь (березень 2022)
Передумови
Під постійними обстрілами перебував Донецький академічний обласний драматичний театр у місті Маріуполь, в якому перебували тисячі людей, підвали використовувалися прихистком біженців, які втратили домівку.
Руйнування
16 березня 2022 року російські війська скинули на театр в Маріуполі надпотужну бомбу. Центральну частину драмтеатру було зруйновано, уламками завалено вхід до бомбосховища. У сховищі під театром загинуло понад 600 людей. Ситуація в Маріуполі знайшла відображення в роботах художників та поетів.
Наслідки

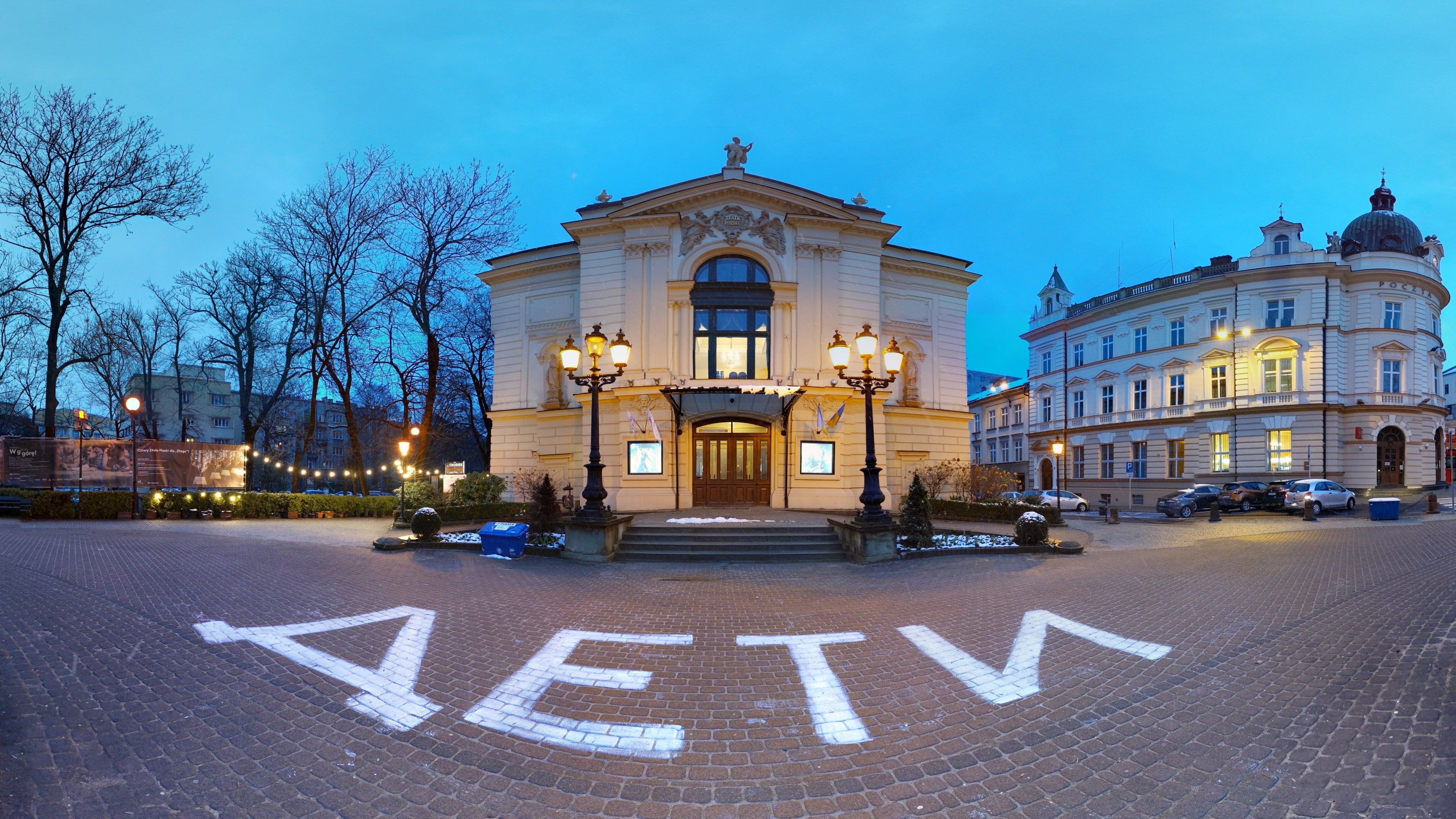
Напис «ДЕТИ» перед Польським театром у Бельсько-Бялі, Польща (квітень 2022). Відсилає до оригінального напису перед Драматичним театром у Маріуполі

Наступного дня, 17 березня, міністр культури Італії Даріо Франческіні, після засідання кабінету міністрів, у своєму твіттері заявив про готовність італійського уряду відбудувати зруйнований російськими окупантами драмтеатр у Маріуполі. Напис «Діти», який було виведено поряд із обстріляним Драмтеатром в Маріуполі, виклали свічками в Празі перед Національним театром в знак підтримки, у такий спосіб місто долучившись до акції «MRPL 0323». Акція вшанування пам‘яті загиблих у Маріуполі відбулася 27 березня у Будапешті: поруч із бронзовим меморіалом «Взуття на річці Дунай», який вшановує пам’ять угорських євреїв, знищених нацистами під час Другої світової війни, з’явилося 300 пар ношеного взуття, в пам'ять про щонайменше 300 жінок, дітей і людей похилого віку, яких вбила російська авіабомба, скинута на сховище у Донецького драмтеатру, 145 пар дитячого взуття з написом «Діти» перед театром ім. Месхішвілі в Кутаїсі (Грузія). BBC News Україна 8 квітня опублікувало розлогий репортаж про події, відділ новин американської телерадіо-служби «CBS» 11 квітня оприлюднив кадри з дрону, на яких видно наслідки зруйнованого театру.
Над проєктами відбудови театру працюють, зокрема, й приватні ініціативи (наприклад, український дизайнер Іван Огієнко).

### Сєвєродонецьк (червень 2022)
Передумови
Луганський обласний академічний український музично-драматичний театр було евакуйовано 2014 року з міста Луганськ, у зв'язку із російською окупацією міста. Театр переїхав до Сєвєродонецька до будівлі 1960-х років (будинок культури заводу «Склопластик»). 2017 року приміщення було капітально відремонтоване й стало базою для обласного театру.
У лютому 2022-го колектив театру змушений був вчергове змінити місто перебування у зв'язку із боями за Сєвєродонецьк. Переїхали до Дніпра.
Руйнування
У червні 2022 року відреставрована будівля театру у Сєвєродонецьку була цілеспрямовано обстріляна окупантами.

### Миколаїв (вересень 2022)
Передумови
Руйнування

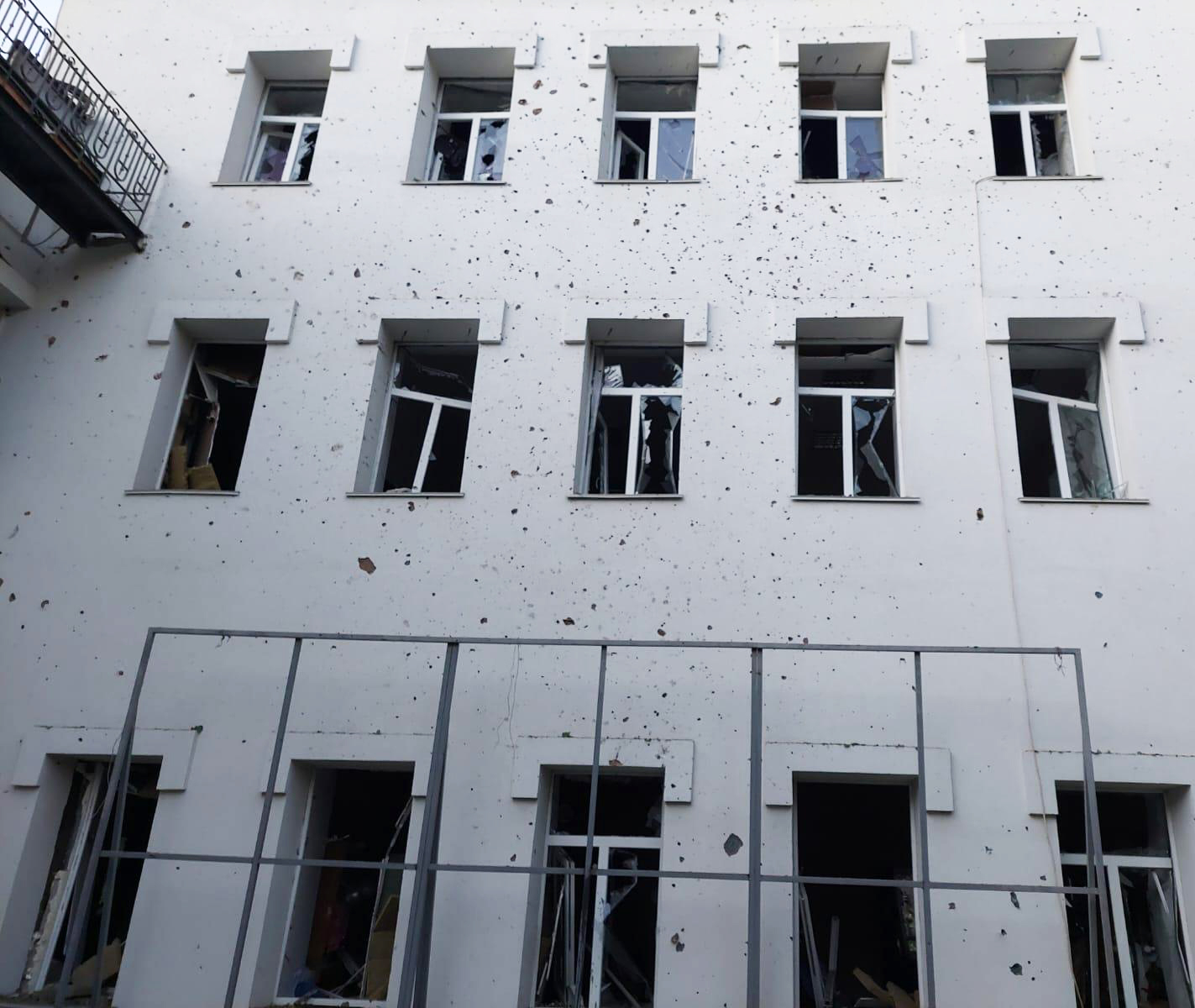
Миколаївський академічний художній драматичний театр після обстрілу

В ніч проти 22 вересня 2022 року від ракетного удару ракетою С-300 постраждала будівля Миколаївського академічного художнього драматичного театру — пам'ятка архітектури XIX століття
. Зруйновано ландшафтний театральний скверик, чавунні скульптури, пошкоджено внутрішній стан: вікна, кабінети, санвузли, швейний цех, музей, мала сцена, гримерні кімнати, повністю вибуховою хвилею пошкоджені вікна, двері й частково майно, яке було всередині.
Наслідки
Вже ранком після обстрілу співробітники театру вийшли на толоку, під час якої прибирали наслідки. Співробітники працювали на відновлення окремих приміщень (гримерка у лютому 2023), згодом перейшли до відновлення ремонтними та будівельними роботами.
Тривають пошуки рішення щодо реставрації пошкоджених цінних античних скульптур, відлитих з цільного чавуну, які зберігалися у театральному сквері: «Сатира» або «Діоніс античний» і «Муза». На жовтень 2023-го заплановано відкриття основної театральної сцени.

### Херсон (січень 2023)
Передумови
Обстріли Херсона та області тривають й після його деокупації. Російські війська продовжують бити по критичній інфраструктурі та міським об'єктам. Обстріли ведуться з мінометів, РСЗВ та танків.
Руйнування
17 січня 2023 року в наслідок одного ударів отримала руйнування будівля Херсонського академічного театру ляльок – пошкоджено дах – над сценою діра в шести квадратів, отримали пошкодження освітлювальна та штанкетна системи сцени.
Наслідки

### Костянтинівка (лютий 2023)
Передумови
Найбільшою концертно-мистецькою установою міста Костянтинівка (Донецька область) є МКЗК «Палац культури та дозвілля», де проходять урочистості, концерти, вистави, виставки тощо. Від початку повномасштабного вторгнення Росії в Україну, в Палаці розташувався Центр видачі гуманітарної допомоги.
Руйнування
Через завданий росіянами авіаудар по Костянтинівці ранком 24 червня 2022 року, Палац культури та дозвілля отримав незначні пошкодження від вибухової хвилі. Натомість, через ракетний удар по центру міста 14 лютого 2023 року, снаряд упав перед входом до Палацу. Унаслідок вибуху постраждав майданчик перед входом, вилетіли вікна та двері.
Наслідки

### Чернігів (серпень 2023)
Передумови
У приміщенні Чернігівського обласного академічного українського музично-драматичного театру ім. Тараса Шевченка 19 серпня 2023 року проходила виставка дронів «Люті Пташки» фонду «Dignitas».
Руйнування
Об 11:40 19 серпня російська армія запустила по центру Чернігова новітню крилату ракету 9М727 комплексу «Іскандер», яка вибухнула над будівлею обласного муздрамтеатру. У результаті було зруйновано частину будівлі та її дах.
Наслідки
В місті оголошено триденну жалобу. 
Колектив театру звернувся по допомогу у відновленні будівлі.
За словами головного режисера театру Андрія Бакірова, до великої зали допуск відсутній – ведуться складні професійні роботи, проте сезон відкриється 15 вересня.

### Херсон (листопад 2023)
Передумови
Регулярні обстріли Херсона та області.
Руйнування
13 листопада 2023 року в наслідок влучення поряд із будівлею Херсонського обласного академічного музично-драматичного театру ім. Миколи Куліша постраждало 64 вікна.
Наслідки